# Lipowiec (powiat szczycieński)
Lipowiec (niem. Lipowitz, 1936–1945 Lindenort) – wieś w Polsce położona w województwie warmińsko-mazurskim, w powiecie szczycieńskim, w gminie Szczytno.
Do 1954 roku siedziba gminy Lipowiec. W latach 1954–1972 wieś należała i była siedzibą władz gromady Lipowiec. W latach 1975–1998 miejscowość należała administracyjnie do województwa olsztyńskiego.
Lipowiec według danych z 2004 roku miał 863 mieszkańców i był najliczniejszym sołectwem w gminie. We wsi jest m.in. poczta, szkoła podstawowa, kościół, cmentarz i ośrodek zdrowia. Niedaleko znajduje się też Jednostka Wojskowa Lipowiec (nr 2031). Lipowiec znajduje się daleko od dróg krajowych i wojewódzkich, ale dojechać do niego można trzema drogami utwardzonymi. Położenie: ok. 13 km na południowy wschód od Szczytna. Dojazd: Szczytno – Rudka – Prusowy Borek (lub Młyńsko – Płozy) – Wawrochy – Wały – Lipowiec.

## Historia
Wieś lokowana w 1666 r., na prawie chełmińskim, ponownie zasiedlona w czasach Fryderyka Wielkiego. Dawniej była to wieś z prawem do odbywania dwóch targów i jednego jarmarku rocznie. W końcu XIX powstała tu parafia ewangelicka oraz parafia katolicka. W 1932 r., w ramach akcji germanizacyjnej zmieniono urzędową nazwę wsi na Lindenort. w 1939 r. we wsi było 1230 mieszkańców, zasiedlających 162 gospodarstwa rolne, Był wtedy we wsi także młyn, tartak, trzy duże zajazdy, apteka z drogerią oraz kilka sklepów. Działały też: Towarzystwo Kredytowe i Towarzystwo Ubezpieczeniowe, założone przez mieszkańców wsi.
Kościół ewangelicki, wzniesiony w latach 1905-1906 (w ramach obchodów jubileuszy 200. lecia Królestwa Pruskiego), obecnie nie istnieje, został spalony przez żołnierzy radzieckich w zimie 1945 r. Pozostałości zostały rozebrane do fundamentów w 1957 r. Zachowała się tylko tablica ze sceną Ukrzyżowania i napisem upamiętniającym wybudowanie świątyni – znajduje się obecnie przy kościele ewangelickim w Szczytnie.

## Zabytki
- Ulicówka z dobrze zachowaną zabudową murowaną i drewnianą z początków XX w.
- Kościół katolicki pw. św. Walentego i św. Jakuba, wzniesiony w 1892 r. jako filia parafii w Lesinach Wielkich, z inicjatywy ks. Walentego Tolsdorfa konsekrowany w 1896 r. Wystrój wnętrza neogotycki, z końca XIX w. Projektantem był Fritz Heitmann – autor innych świątyń w regionie[5].
- Cmentarz parafialny
- Kapliczka, znajdująca się przed kościołem, neogotycka, wybudowana w 1902 r.
- Drewniana plebania z początku XX w.